# 托马斯·帕尔姆
托马斯·帕尔姆（德語：Thomas Palm，20世纪—），德国男子赛艇运动员。他曾代表西德参加世界赛艇锦标赛，获得一枚金牌和二枚铜牌，均来自轻量级项目。